# هانس دور
هانس دور (بالألمانية: Hans Dorr)‏ هو عسكري ألماني، ولد في 7 أبريل 1912 في Sontheim, Bavaria ‏ في ألمانيا، وتوفي في 17 أبريل 1945 في يودنبورغ في النمسا.